# Ceisa Center
Ceisa Center visto de baixo.
O Ceisa Center é um edifício comercial de Florianópolis. Fica localizado entre as ruas Osmar Cunha, Leoberto Leal e Vidal Ramos, no Centro, e foi inaugurado em 1978. Seu tamanho, arquitetura e formato o tornam um prédio famoso na cidade.

## História
Nos anos 70 o comércio de Florianópolis estava concentrado na rua Felipe Schmidt e no entorno da praça XV de Novembro. Nessa época, a construtora Ceisa decidiu erguer um grande centro comercial na cidade. Após tentar sem sucesso comprar o terreno da Felipe Schimdt onde hoje ficam as Lojas Americanas, a construtora optou pelo terreno final, que ficava numa área mais residencial.
Não era uma boa localização para o comércio, tendo demorado alguns anos para o eixo comercial da cidade chegar com mais força aquela área. Entretanto, o prédio acabou se consolidando, tendo também a contribuição da Beira Mar Norte que ajudou a expandir o Centro.

## Arquitetura

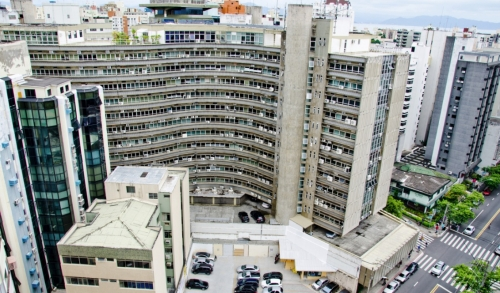
O Ceisa Center e a Avenida Osmar Cunha.

Foi projetado pelos Escritório Liz Cassol Monteiro Arquitetos Associados, sendo considerado parte da fase brutalista da arquitetura moderna catarinense. Seu desenho em S, bastante associado ao do Copan, foi na verdade fruto de um problema na negociação dos terrenos, que obrigou o escritório a projetar naquele formato. 
Outros diferenciais do prédio são o pé-direito alto e a ampla largura dos corredores.

## Números
O Ceisa Center é o maior prédio comercial de Santa Catarina. O edifício tem 330 salas, 33 lojas, 230 vagas de garagem. Quase 10 mil pessoas circulam por seu interior todos os dias. São 19.800 metros quadrados de área construída. O térreo conta com agência bancária, restaurantes, farmácias, óticas, cafés e lojas de roupas, lotéricas, lojas de perfumes e barbearias. O centro comercial abriga cerca de 1.000 funcionários, e só para atender o condomínio são 46 empregados – entre eles 16 ascensoristas.